# Will Brooker
Œuvres principales
- Why Bowie matters (2019)
- Hunting the Dark Knight (2012)
- Star Wars (2009)
- Batman unmasked (2001)

Will Brooker, né en 1970, est un universitaire britannique, critique de cinéma, écrivain, et ses domaines principaux sont la culture pop moderne et le fandom, en particulier Batman, Star Wars, Alice de Lewis Caroll et David Bowie,,,,,,.

## Éducation
Brooker obtint sa licence en études cinématographiques et littérature anglaise à l'Université d'East Anglia à Norwich en 1991 et son doctorat en études culturelles à l'Université de Cardiff en 1999. Brooker a également obtenu un diplôme universitaire en réalisation cinématographique du Goldsmiths, University of London et une maîtrise en Cinema et Télévision de l’Université de Westminster,.

## Carrière académique
Brooker rejoint l'Université de Kingston en 2005 où il a été être promu lecteur en 2009 et professeur de cinéma et d'études culturelles en 2013 au sein de l’École d'études critiques et des industries créatives du département d'études critiques et historiques. Il fut depuis chef du département de cinéma pendant quatre ans, suivi de quatre ans en tant que directeur de la recherche en cinéma. Le 1er janvier 2013, Brooker est devenu le premier éditeur britannique de Cinema Journal depuis la publication en 1967 et son mandat de cinq ans a duré jusqu'au 31 décembre 2017.

## Œuvres littéraires
Liste non-exhaustive de ses ouvrages,:
- Brooker, Will (2019), Why Bowie matters. Londres: William Collins. 308p. (ISBN 9780008313722).
- Brooker, Will (2017), Forever Stardust : David Bowie across the Universe. Londres, U.K. : I B Tauris. 256p. (ISBN 9781784531423).
- Pearson, Roberta, Uricchio, William and Brooker, Will, eds. (2015) Many more lives of The Batman. Londres, U.K. : British Film Institute. 248p. (ISBN 9781844577651).
- Brooker, Will (2012), Hunting the Dark Knight: Batman in Twenty-first Century Popular Culture. Londres, U.K. : I.B. Tauris. 272p. (ISBN 9781848852792).
- Brooker, Will (2009), Star Wars. Basingstoke, U.K. : Palgrave Macmillan. 96p. (BFI film classics) (ISBN 1844572773).
- Brooker, Will (2004), Alice's adventures: Lewis Carroll in popular culture. New York; Londres: Continuum. 380p (ISBN 0826414338).
- Brooker, Will, ed. (2004), The Blade Runner experience: the legacy of a science fiction classic. Londres, U.K. : Wallflower Press. 250p (ISBN 1904764304).
- Brooker, Will and Jermyn, Deborah, eds. (2003),The audience studies reader. Abingdon, U.K. : Routledge. 347p (ISBN 0415254345).
- Brooker, Will (2002), Using the force: creativity, community and Star Wars fans. New York, U.S. : Continuum. 254p (ISBN 0826452876).
- Brooker, Will (2001), Batman unmasked: analyzing a cultural icon. Londres, U.K. : Continuum (ISBN 0826413439).

## Apparitions télévisuelles
- Generation Jedi de Paul Connolly.
- Movie Mansions - ITV[16].
- Gloria's Full House - Channel 5, aux côtés d'Adam West.
- Star Wars - BBC Two.
- Jeff Rubin Show.